# 불구르

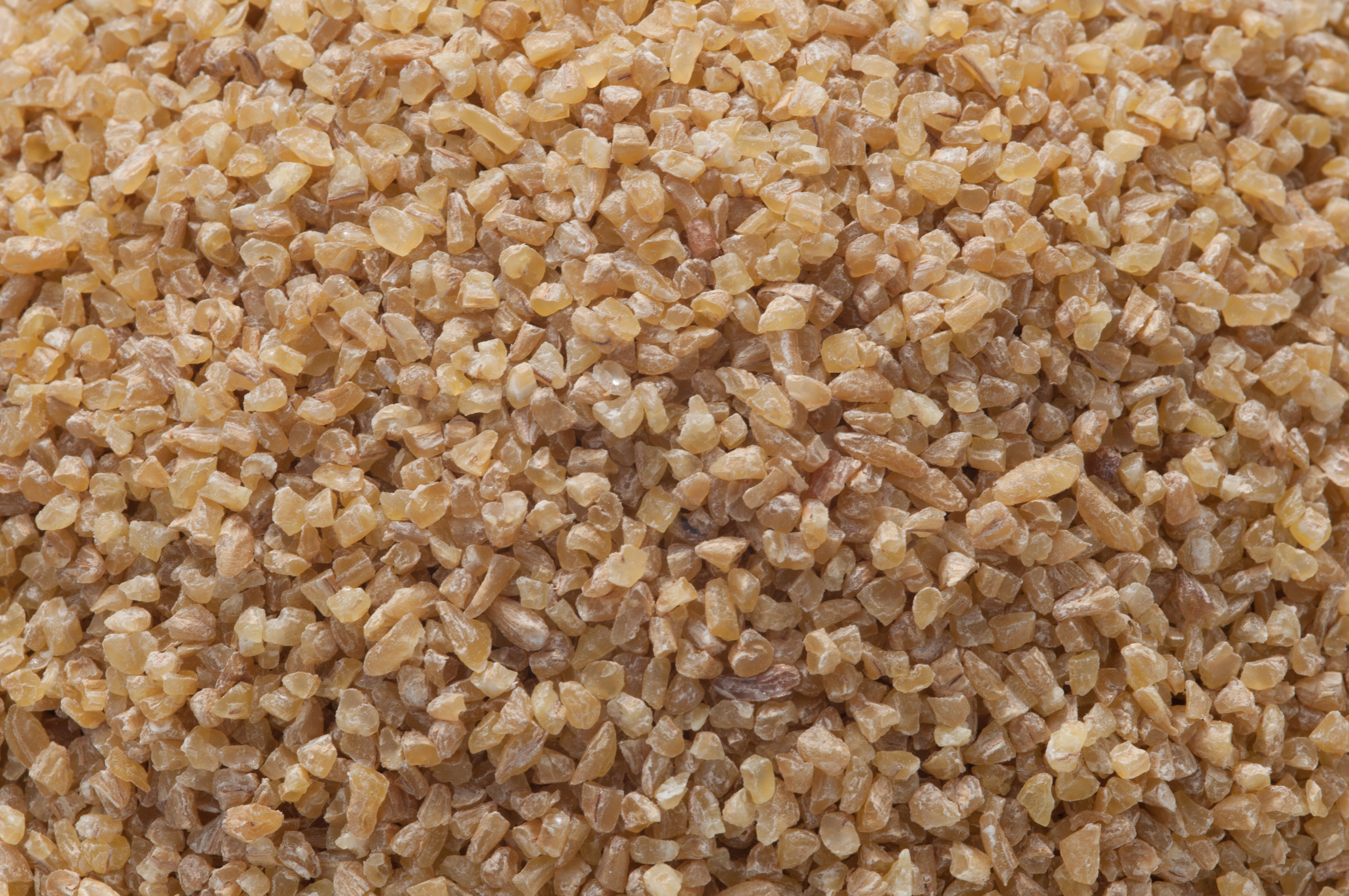
불구르

불구르(튀르키예어: bulgur) 또는 부르굴(아랍어: برغل)은 듀럼밀을 비롯한 몇몇 밀을 데쳐서 빻아 만든 곡류이다. 한 번 데치기를 한다는 점에서 데치지 않은 부순밀과는 구별된다. 터키를 비롯한 중동, 캅카스, 마그레브, 지중해, 남아시아 지역에서 즐겨 먹는다. 담백하고 약간 고소한 풍미를 가진다.

## 어원
튀르키예어 "불구르(bulgur)"는 아랍어 "부르굴(برغل)"에서 왔는데, 이는 다시 페르시아어 "바르굴(بلغور)"에 그 기원을 둔다.

## 종류
터키에서는 필라프 용 굵은 불구르와 쾨프테 용 고운 불구르를 나눈다.

## 쓰임새
별다른 조리 없이 물에 적셔서 그냥 먹기도 하고, 샐러드, 수프, 필라프, 포타주 등에 쓰이기도 한다.

## 사진 갤러리

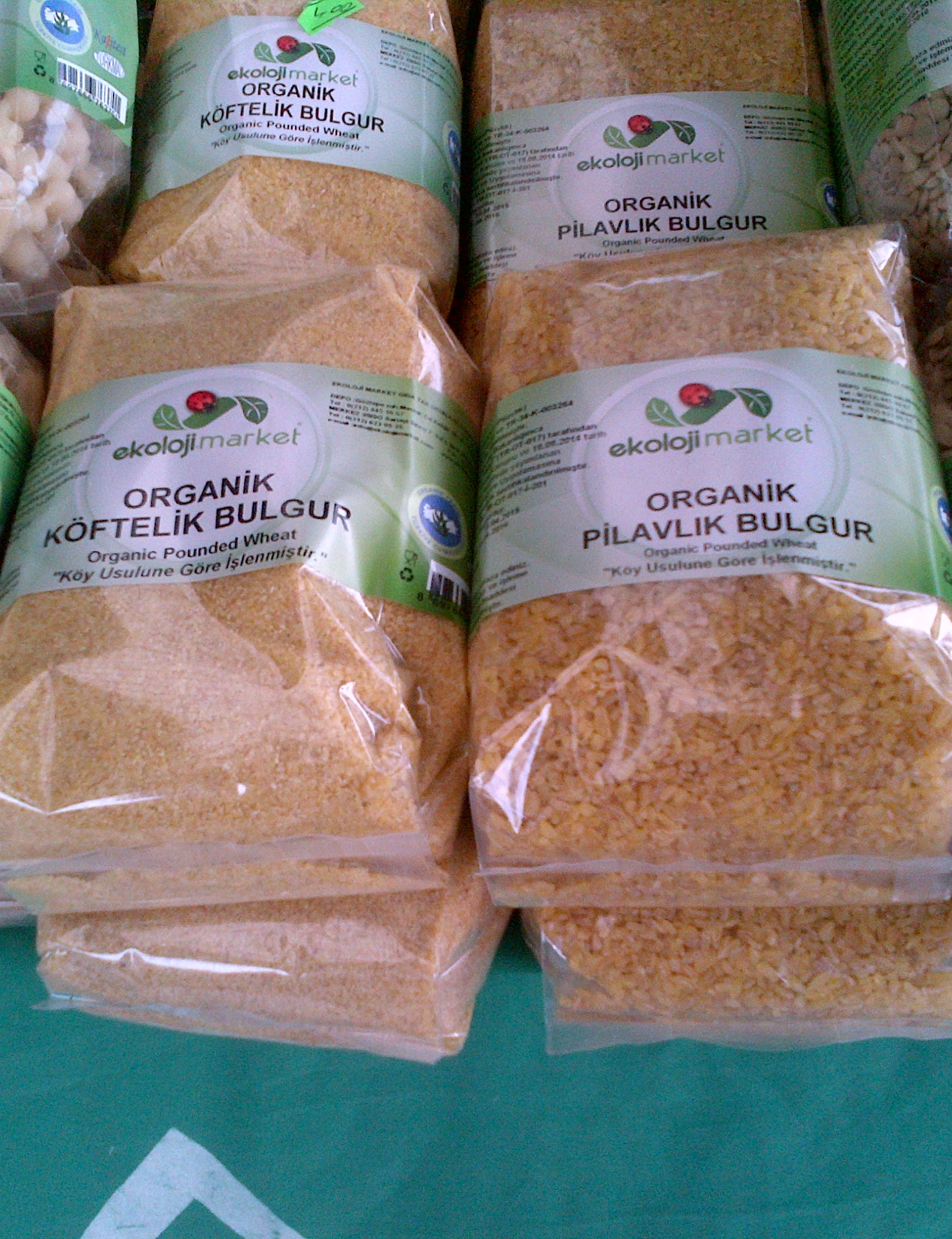
쾨프테 용 불구르 (왼쪽) 필라프 용 불구르 (오른쪽)
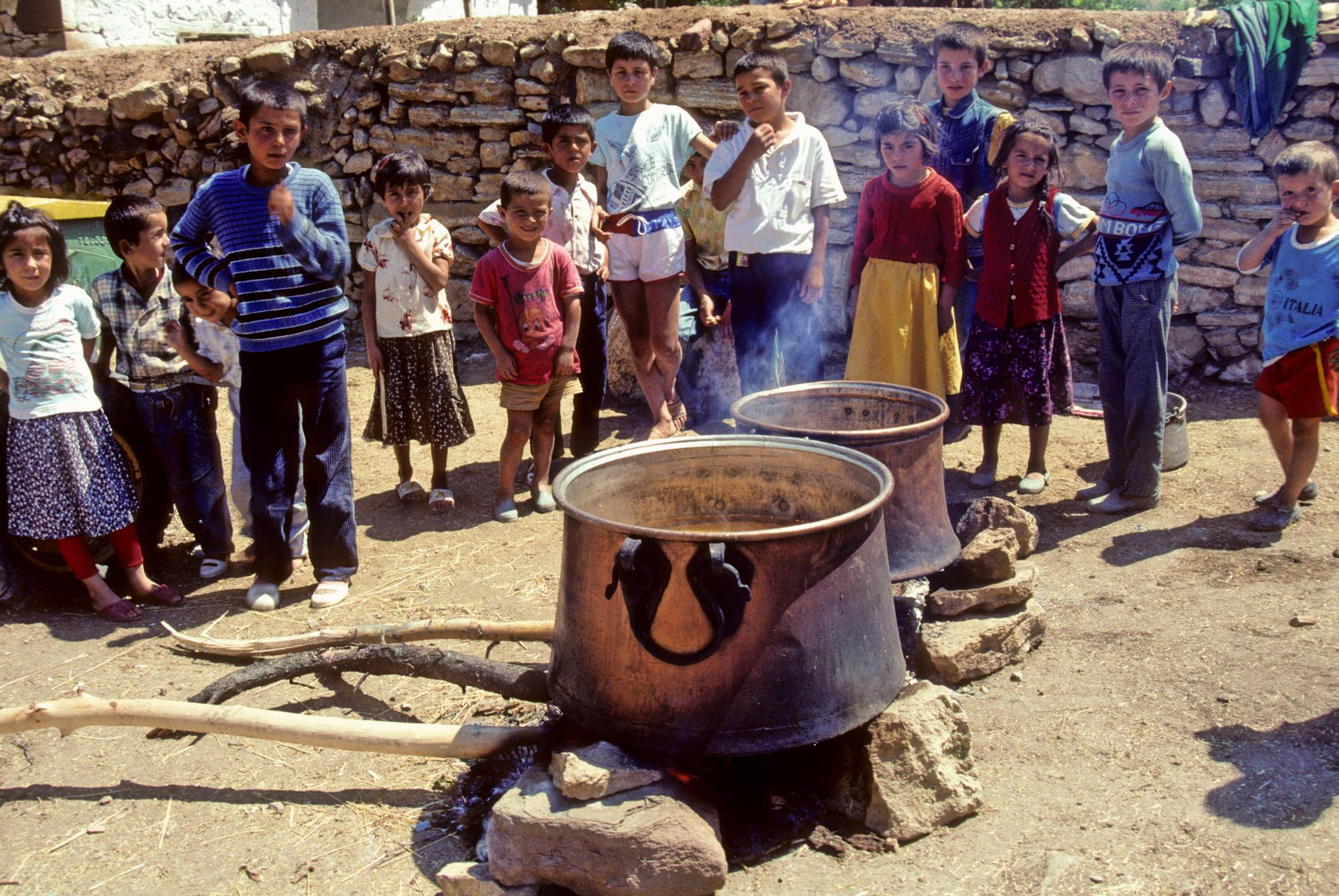
터키의 중앙아나톨리아에서 불구르를 요리하는 모습
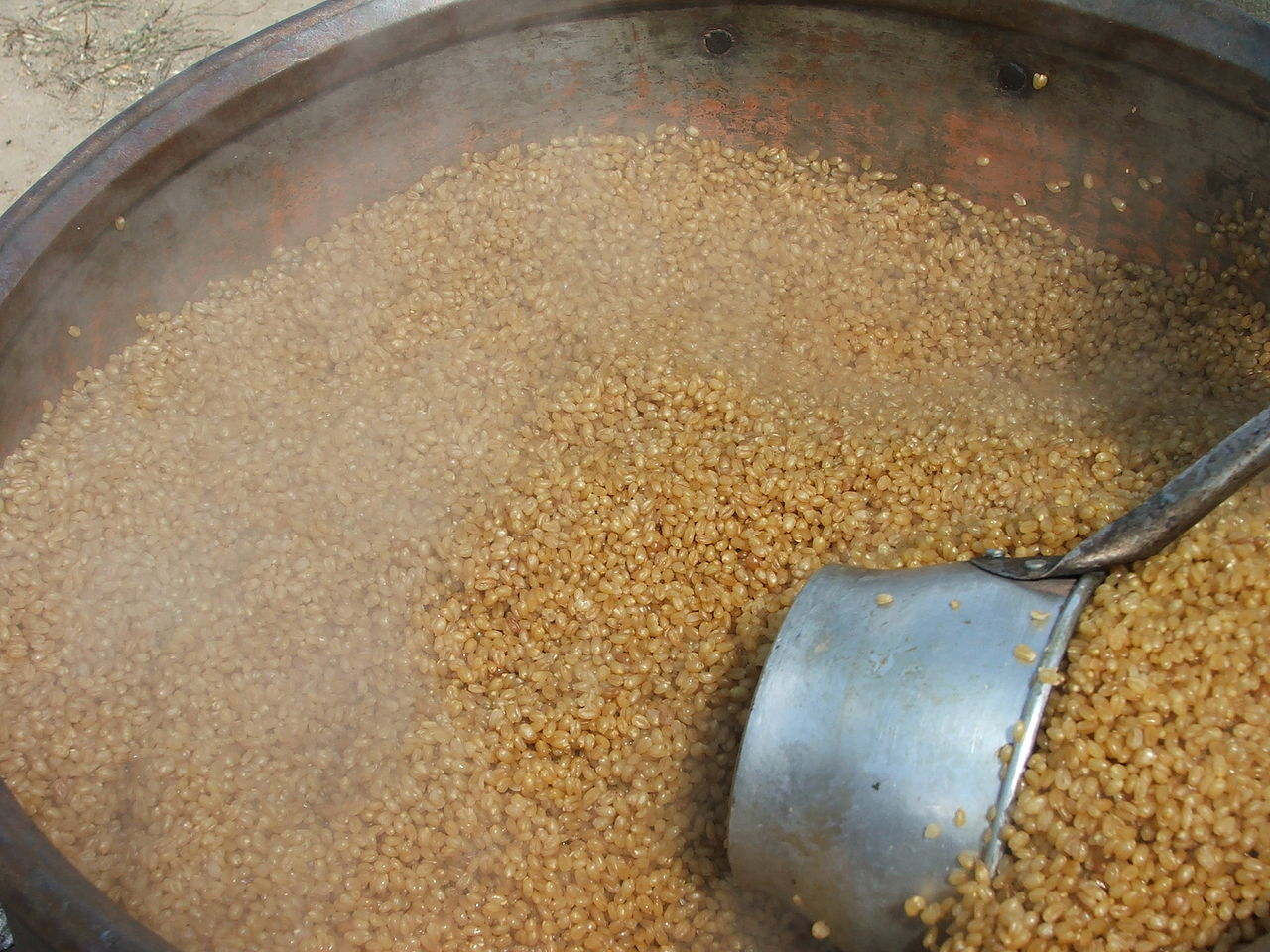
불구르 익히기
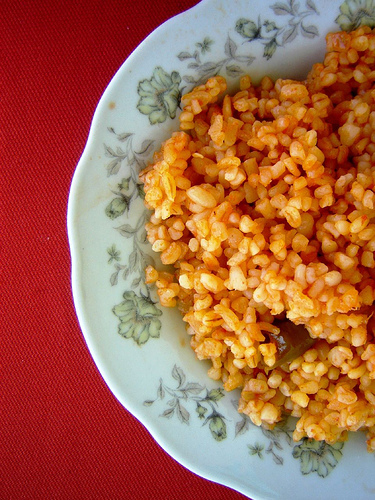
불구르로 지은 밥
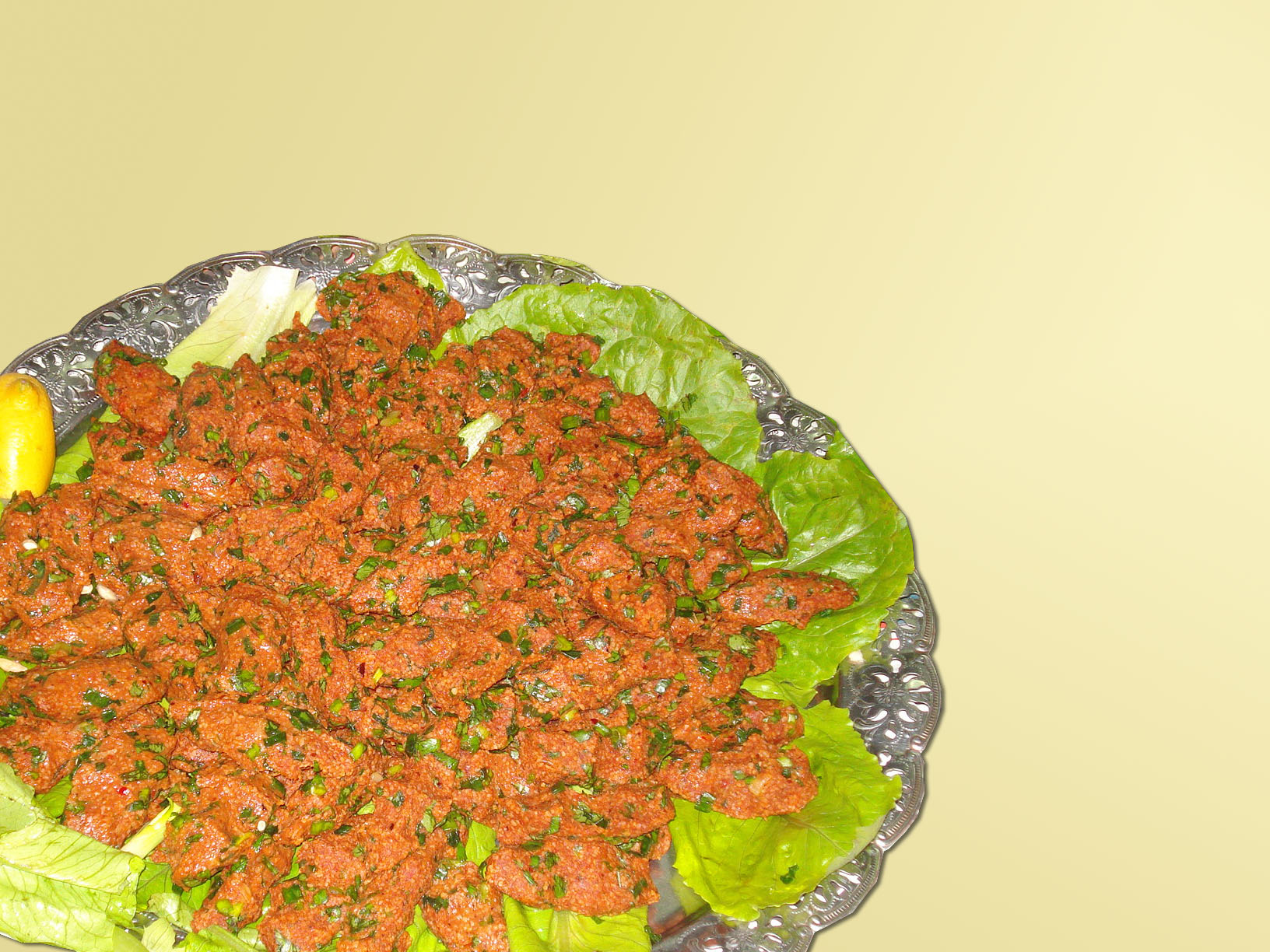
터키의 치 쾨프테(çiğ köfte)
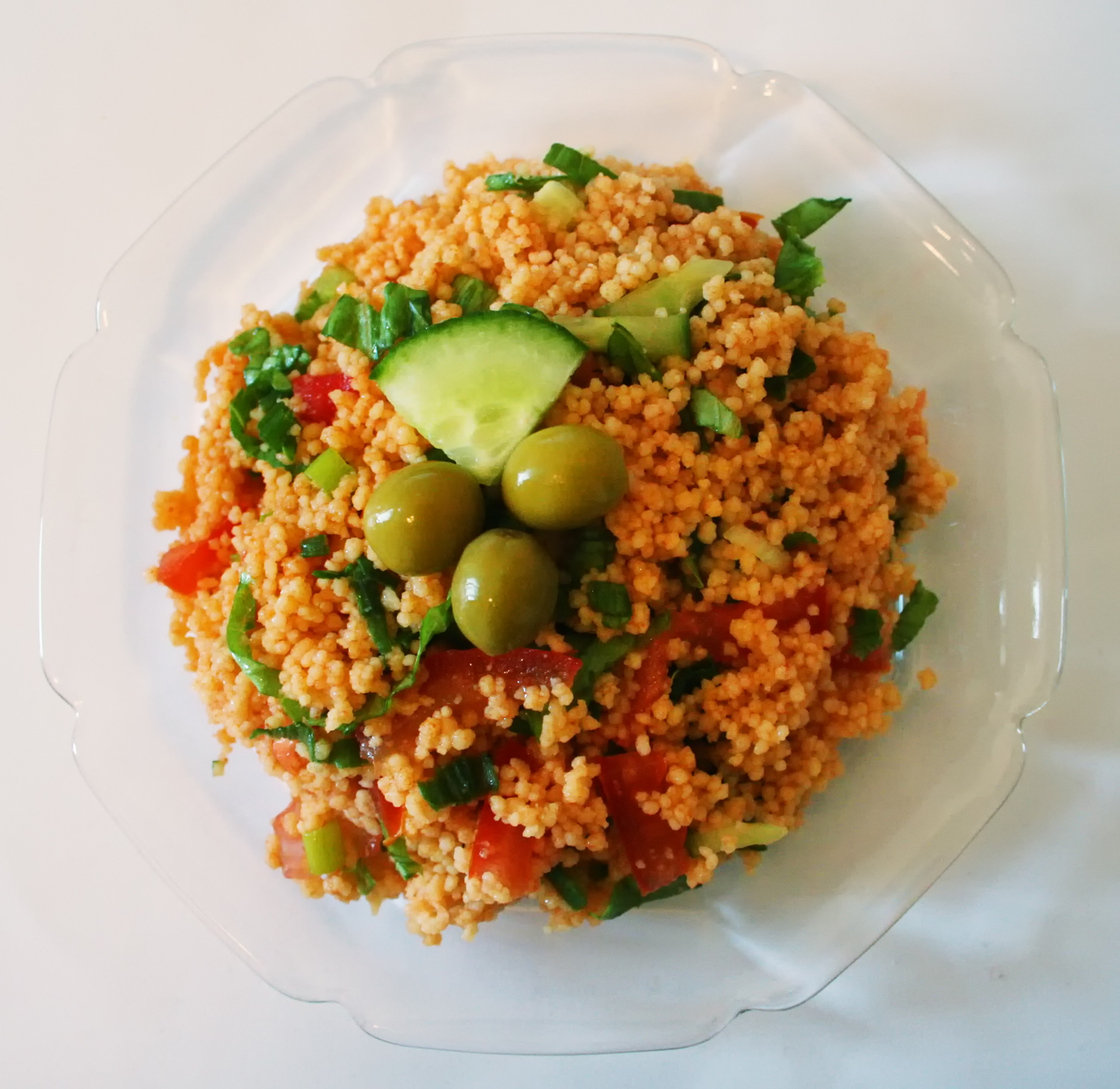
터키의 크스르(kısır)
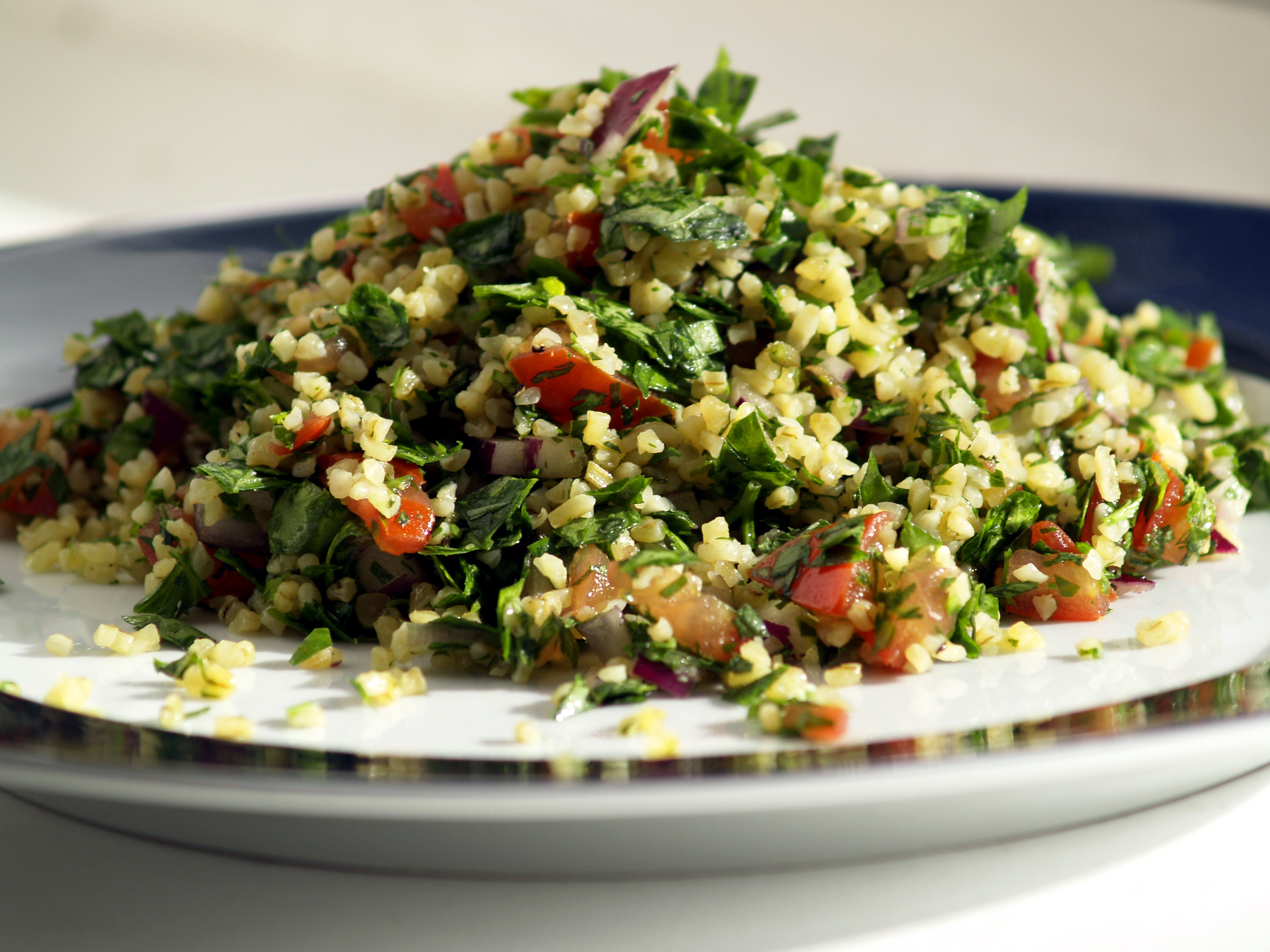
모로코의 탑불레
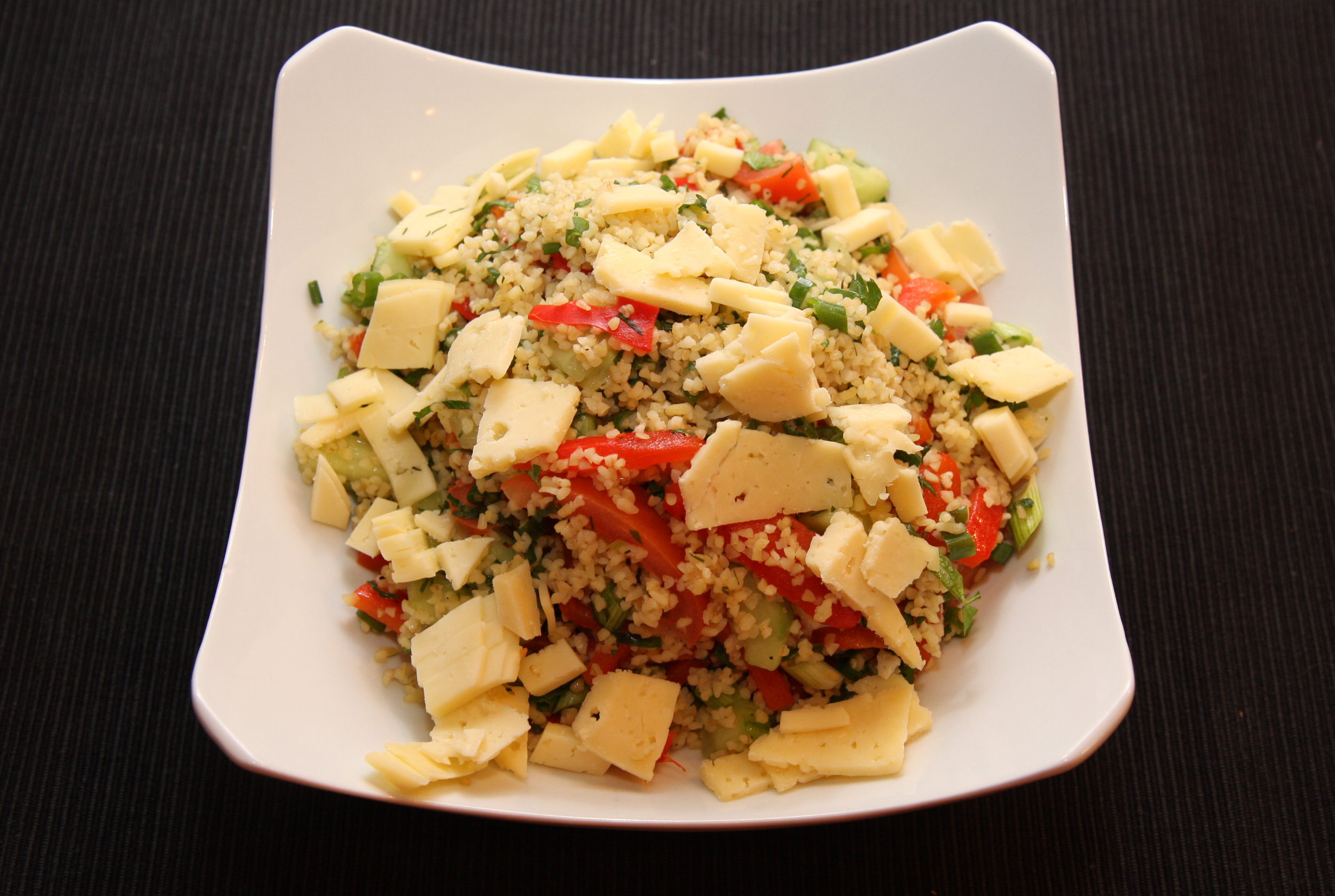
알제리의 불구르 샐러드

## 같이 보기
- 부순밀
- 세몰리나
- 쿠스쿠스
- 프리케